# Сёсоин
Сёсоин (яп. 正倉院 Сё:со:ин) — здание сокровищницы при храме Тодай-дзи в Наре. Расположено на северо-западе от Зала Великого Будды.

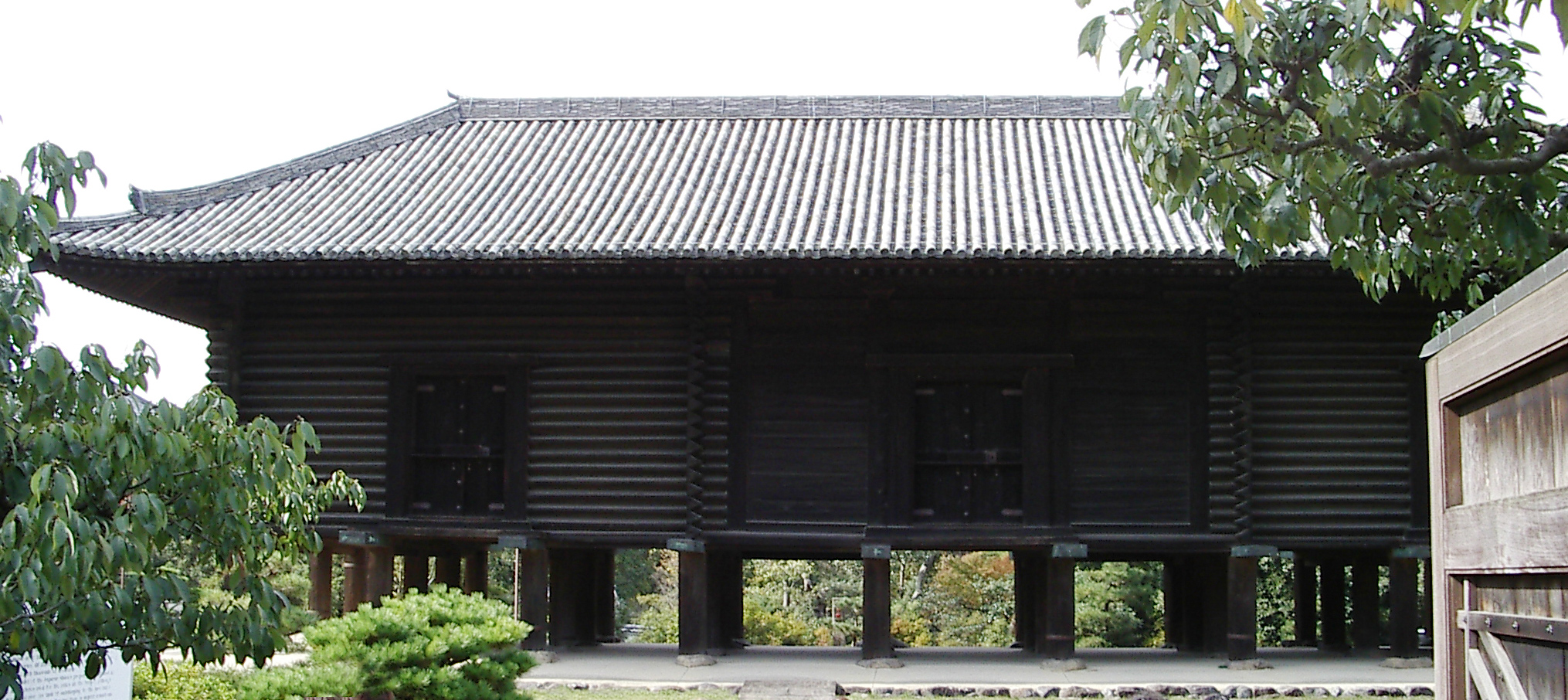
Сёсоин

Построено в стиле адзэкура (яп. 校倉) (бревенчатый домик с приподнятыми над землей полами). Характерная особенность постройки — треугольная форма бревен, из которых сложен сруб. Плоская сторона брёвен обращена внутрь помещения. Ребристая поверхность наружных стен создает эффектный светотеневой рисунок.
Сокровищница хранит драгоценности японских императоров, начиная от Императора Сёму (701—756) и Императрицы Комё (701—760). Содержит множество раритетов из Персии, Индии, Китая, которые попали в Японию по Великому шёлковому пути. В Сёсоине представлена крупнейшая коллекция масок театрального представления гигаку. Часть сокровищ выставлена на показ в музеях Нары. Также там находится более 10 000 древних рукописей VIII века, созданных в течение 80 лет преимущественно в Управлении по копированию сутр; по объёму эта коллекция является одной из крупнейших в мире наряду с Дуньхуанской.